# Prospero Fontana
Prospero Fontana, född 1512 i Bologna, död 1597 i Bologna, var en italiensk målare under senrenässansen. Han var far till Lavinia Fontana. 
Fontana arbetade i den florentinska manierismens stil som medhjälpare till Perino del Vaga i Florens och Giorgio Vasari i Rom och Florens. Efter 1540 var han verksam som dekoratör i sin hemstad Bologna, där det ännu finns kvar bevarade fresker och altarbilder av hans hand.
Han var lärare åt Ludovico Carracci.